# Schahryar (Dichter)

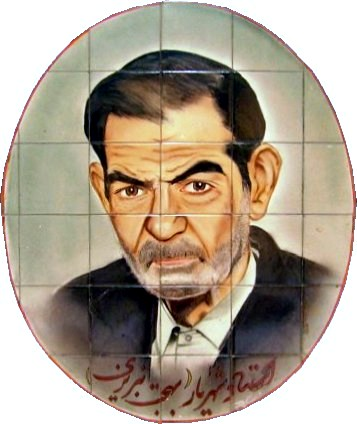
Seyyed Mohammad Hossein Behjat-Tabrizi

Seyyed Mohammad Hossein Behjat-Tabrizi (persisch سید محمد حسین بهجت تبریزی, DMG Seyyed Moḥammad Ḥosein Behǧat-e Tabrīzī; * 1906 in Täbris; † 18. September 1988 in Teheran), bekannt unter seinem Autorennamen Mohammad Hossein Schahryar (شهریار, DMG Šahryār, ‚Freund der Stadt‘), war ein iranischer Dichter, der sowohl auf Persisch als auch Aserbaidschanisch schrieb.

## Leben
Behjat-Tabrizi wuchs in Täbris auf. Bedingt durch die Revolution zog er im Jahre 1906 zusammen mit seiner Familie nach Khoshginab. Hier lebte Schahryar bis 1912, ehe die Familie wieder nach Täbris zog. 1921 ging er nach Teheran, um dort seine Ausbildung an der Hochschule Dar al-Fonun abzuschließen. 1924 begann er ein Studium der Medizin. Als er sich aber verliebte, brach er sein Studium ab, um nach Chorasan zu gehen. Er kehrte 1935 nach Teheran zurück und nahm eine Tätigkeit in der Agricultural Bank of Iran auf.
Behjat-Tabrizi publizierte sein erstes Gedichtbuch 1929 mit Einleitungen von Mohammad-Taqi Bahar, Saeed Nafisi und Pezhman Bakhtiari. Seine Gedichte waren vor allem durch Hafis beeinflusst. Sein bekanntestes Gedicht Heydar Babaya Salam, das er auf Aserbaidschanisch verfasste, wird als eines der besten modernen Gedichte in dieser Sprache angesehen. Es wurde 1954 publiziert und erntete in der türkischen Welt große Begeisterung. Es diente als Vorlage für verschiedene Theaterstücke.

## Werke
Beeinflusst durch die Werke Mirza Alakbar Sabirs, schrieb Schahryar im Alter von sieben Jahren (1913) sein erstes Gedicht auf Aserbaidschanisch.
Sein zweites Gedicht verfasste er in persischer Sprache:
من گناهکار شدم وای به من
مردم آزار شدم وای به من
man gonāh-kār šodam wāy be-man
mardom-āzār šodam wāy be-man
Ich wurde zum Sünder – wehe mir
Wurde der Menschen Leid – wehe mir
1954 wurde schließlich Haydar Babaya Salam publiziert. Es handelt von Schahryars Kindheit und den Erinnerungen an sein Dorf Khoshginab in der Nähe von Täbris, wo er aufwuchs. Heydar Bābā ist der Name eines Berges, der dem Dorf zugewandt ist.
Den ersten Teil des Gedichtes schrieb Behjat-Tabrizi in Teheran, als er zu Besuch bei seiner Mutter war. Der Grund hierfür war, dass Behjat-Tabrizi zum ersten Mal bewusst wurde, seine Muttersprache allmählich zu verlernen. Doch die Gespräche mit seiner Mutter verhinderten dies, indem nicht nur die Sprache, sondern auch die Erinnerungen an sein Dorf Khosginab in seinem Gedächtnis blieben. Die Resonanz auf dieses Gedicht war bereits vor der Veröffentlichung sehr positiv ("Harada oxuyurdum daş-divar ağlayırdı" – "Wo ich es auch vortrug, "die Steine und Wände fingen an zu weinen"). Als er wieder nach Täbris zurückkehrte, schrieb er den zweiten Teil von Haydar Baba.